# Rotnei Clarke
Rotnei Scott Clarke (Claremore, 20 luglio 1989) è un cestista statunitense.